# Ōza 1966
L'Ōza 1966 è stata la quattordicesima edizione del torneo goistico giapponese Ōza.

## Svolgimento
- W indica vittoria col bianco
- B indica vittoria col nero
- X indica la sconfitta
- +R indica che la partita si è conclusa per abbandono
- +N indica lo scarto dei punti a fine partita
- +F indica la vittoria per forfeit
- +T indica la vittoria per timeout
- +? indica una vittoria con scarto sconosciuto
- V indica una vittoria in cui non si conosce scarto e colore del giocatore

|  | Primo turno         | Primo turno         | Primo turno |  |  | Secondo turno       | Secondo turno       | Secondo turno       |     |                   | Semifinali        | Semifinali | Semifinali |  |  | Finale | Finale | Finale |
|  |                     |                     |             |  |  |                     |                     |                     |     |                   |                   |            |            |  |  |        |        |        |
|  | Rin Kaiho           | Rin Kaiho           | B+R         |  |  |                     |                     |                     |     |                   |                   |            |            |  |  |        |        |        |
|  | Ichigen Okubo       | Ichigen Okubo       |             |  |  | Rin Kaiho           | Rin Kaiho           | W+R                 |     |                   |                   |            |            |  |  |        |        |        |
|  | Yasuo Koyama        | Yasuo Koyama        | B+R         |  |  | Yasuo Koyama        | Yasuo Koyama        |                     |     |                   |                   |            |            |  |  |        |        |        |
|  | Shuzo Ohira         | Shuzo Ohira         |             |  |  |                     |                     |                     |     | Rin Kaiho         | Rin Kaiho         | B+10,5     |            |  |  |        |        |        |
|  | Toshihiro Shimamura | Toshihiro Shimamura | B+6,5       |  |  |                     | Toshihiro Shimamura | Toshihiro Shimamura |     |                   |                   |            |            |  |  |        |        |        |
|  | Shuchi Kubouchi     | Shuchi Kubouchi     |             |  |  | Toshihiro Shimamura | Toshihiro Shimamura | B+R                 |     |                   |                   |            |            |  |  |        |        |        |
|  | Tatsuaki Iwata      | Tatsuaki Iwata      | W+R         |  |  | Tatsuaki Iwata      | Tatsuaki Iwata      |                     |     |                   |                   |            |            |  |  |        |        |        |
|  | Hosai Fujisawa      | Hosai Fujisawa      |             |  |  |                     |                     |                     |     |                   | Rin Kaiho         | Rin Kaiho  | 1          |  |  |        |        |        |
|  | Dogen Handa         | Dogen Handa         | V           |  |  |                     | Eio Sakata          | Eio Sakata          | 2   |                   |                   |            |            |  |  |        |        |        |
|  | Katsuji Kada        | Katsuji Kada        |             |  |  | Dogen Handa         | Dogen Handa         |                     |     |                   |                   |            |            |  |  |        |        |        |
|  | Yoshio Segawa       | Yoshio Segawa       |             |  |  | Hideyuki Fujisawa   | Hideyuki Fujisawa   | B+R                 |     |                   |                   |            |            |  |  |        |        |        |
|  | Hideyuki Fujisawa   | Hideyuki Fujisawa   | W+R         |  |  |                     |                     |                     |     | Hideyuki Fujisawa | Hideyuki Fujisawa |            |            |  |  |        |        |        |
|  | Hideo Otake         | Hideo Otake         | B+5,5       |  |  |                     | Eio Sakata          | Eio Sakata          | W+R |                   |                   |            |            |  |  |        |        |        |
|  | Toshi Hoshino       | Toshi Hoshino       |             |  |  | Hideo Otake         | Hideo Otake         |                     |     |                   |                   |            |            |  |  |        |        |        |
|  | Masao Sugiuchi      | Masao Sugiuchi      |             |  |  | Eio Sakata          | Eio Sakata          | B+R                 |     |                   |                   |            |            |  |  |        |        |        |
|  | Eio Sakata          | Eio Sakata          | W+R         |  |  |                     |                     |                     |     |                   |                   |            |            |  |  |        |        |        |

## Finale
La finale è una sfida al meglio delle tre partite.